# Georg Wink
Georg Wink (* 26. August 1894 in Hutzdorf im Vogelsbergkreis; † 27. Mai 1967 in Ober-Ramstadt im Landkreis Darmstadt-Dieburg) war ein deutscher Polizeibeamter und Landrat.

## Leben
Georg Wink half nach seiner Schulausbildung im landwirtschaftlichen Betrieb seiner Eltern und musste Kriegsdienst leisten. 1920 trat er in den Polizeidienst des Volksstaates Hessen ein und wurde 1927 Polizeioberwachtmeister. 1931 zum Polizeikommissar aufgestiegen, war er von 1932 bis 1933 Leiter der Schlosswache in Darmstasdt. 
Mit der Machtübernahme der Nationalsozialisten wurde er wegen seiner Mitgliedschaft in der SPD aus dem Dienst entlassen und eröffnete im Juni 1933 einen Landproduktenhandel. Obwohl er von der Gestapo überwacht wurde, hielt er Kontakte zu sozialdemokratischen Widerstandskreisen.
Im April 1945 wurde er – eingesetzt durch die amerikanische Militärregierung – Landrat des Kreises Darmstadt und im Juni durch den Kreistag als Landrat bestätigt. Nach zweimaliger Wiederwahl in den Jahren 1948 und 1954 trat er zum Jahresende 1962 aus gesundheitlichen Gründen von seinem Amt zurück.
In seine Amtszeit fallen die Gründung des Schuldorfes Bergstraße und die Einrichtung des Pädagogischen Instituts in Jugenheim.

### Öffentliche Ämter
- Vorsitzender des Landesverbandes der hessischen Polizeibeamten
- 1955 Präsident des Hessischen Landkreistages

### Ehrungen und Auszeichnungen
- August 1959 Großes Verdienstkreuz des Verdienstordens der Bundesrepublik Deutschland
- Freiherr-vom-Stein-Plakette (Rheinland-Pfalz)
- Verdienstplakette der Stadt Darmstadt
- Ehrenplakette der Land- und Forstwirtschaftskammer Hessen